# Округ Чипева (Мичиген)
Чипева (енгл. Chippewa County) је округ у америчкој савезној држави Мичиген.

## Демографија
По попису из 2010. године број становника је 38.520, што је 23 (-0,1%) становника мање него 2000. године.
| Група             | 2000.          | 2010.          |
| Белци             | 28.987 (75,2%) | 27.542 (71,5%) |
| Афроамериканци    | 2.127 (5,5%)   | 2.509 (6,5%)   |
| Азијати           | 177 (0,5%)     | 230 (0,6%)     |
| Хиспаноамериканци | 599 (1,6%)     | 480 (1,2%)     |
| Укупно            | 38.543         | 38.520         |